# أسل رأس الرجاء
أسل رأس الرجاء (الاسم العلمي: Juncus capensis) نوع نباتي يتبع جنس الأسل وينتمي إلى الفصيلة الأسلية.